# Argentinomyia
Argentinomyia (лат.) — род мух-журчалок из подсемейства Syrphinae. Известно около 50 видов. Эндемик Неотропики.

## Описание
Средних размеров журчалки, имеющие строение тела схожее с осами. Argentinomyia отличается от других родов трибы Bacchini сочетанием следующих признаков: 1) длинные антенны, со скапусом намного длиннее ширины; 2) базофлагелломер овальный или слегка удлинённый; 3) лицо прямое в профиль, не выдается вперед; 4) метакокса без постеромедиального ворса на апикальном углу; 5) брюшко тёмного цвета, часто с парными макулами от жёлтого, оранжевого до серебристо-серого; треугольные или четырёхугольные или овальные отметины на 2—4 брюшных тергитах, иногда включая маленькую макулу на 5 тергите; 6) мужские гениталии нормального размера, верхние доли (вершина гипандриума) треугольные или прямоугольные, неправильной формы и короткий церкус.

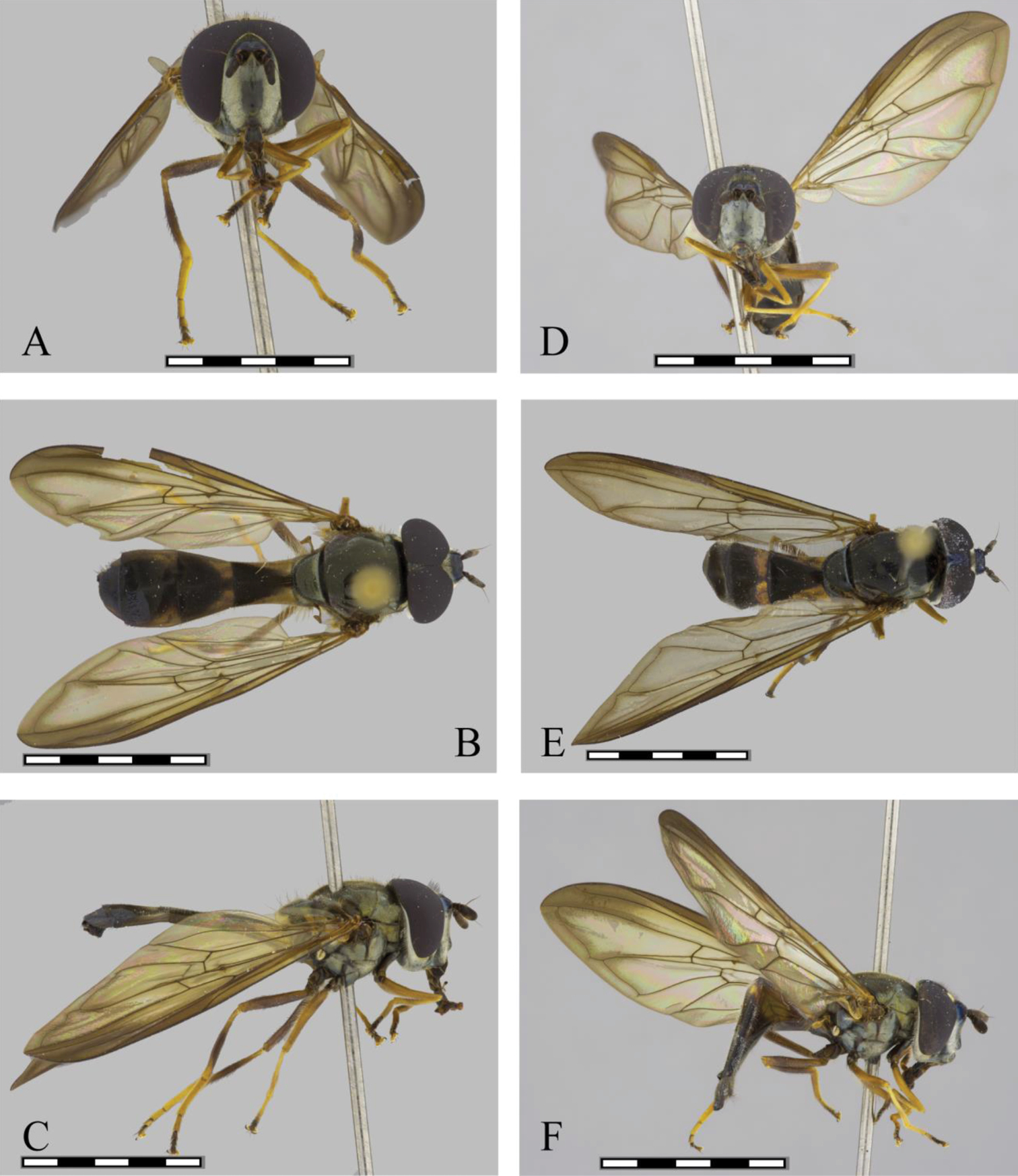
Argentinomyia puntarena
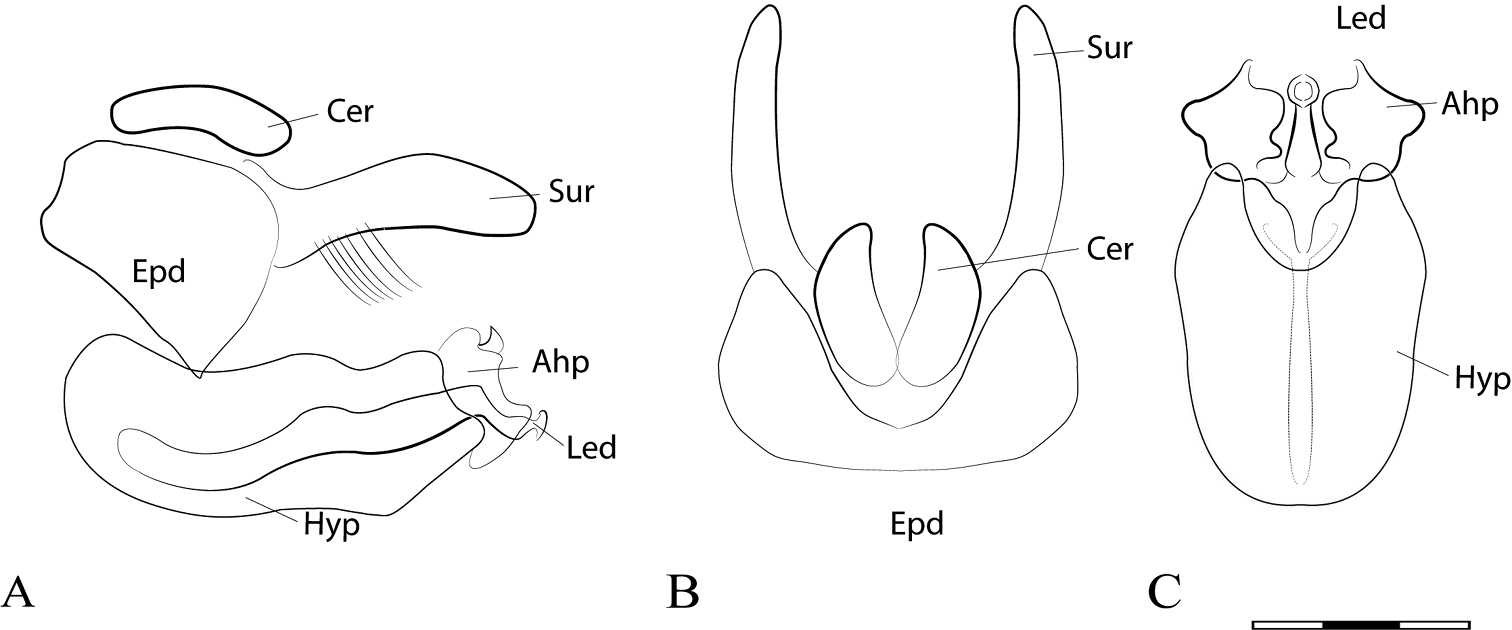
Argentinomyia talamanca
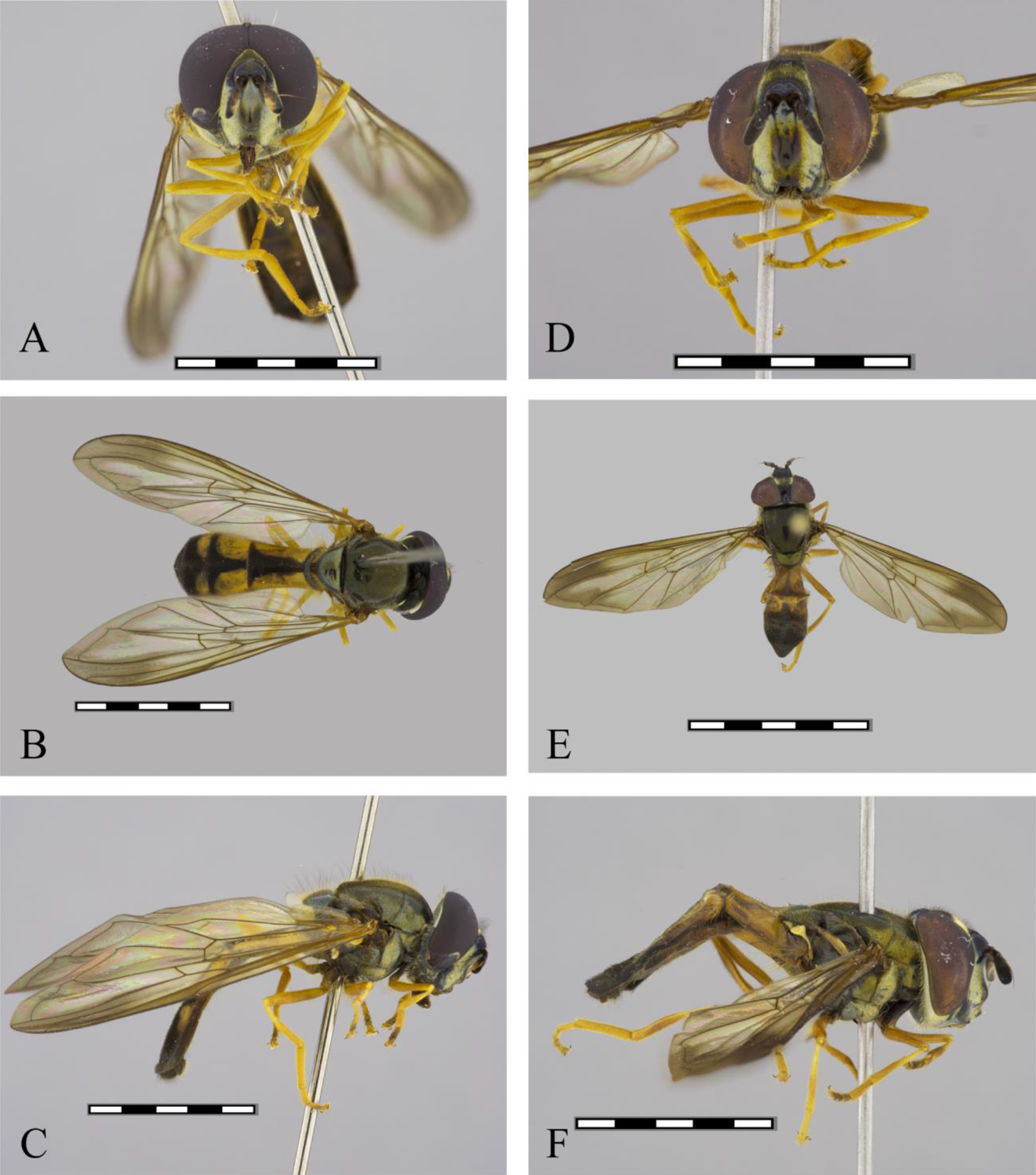
Argentinomyia quimbaya
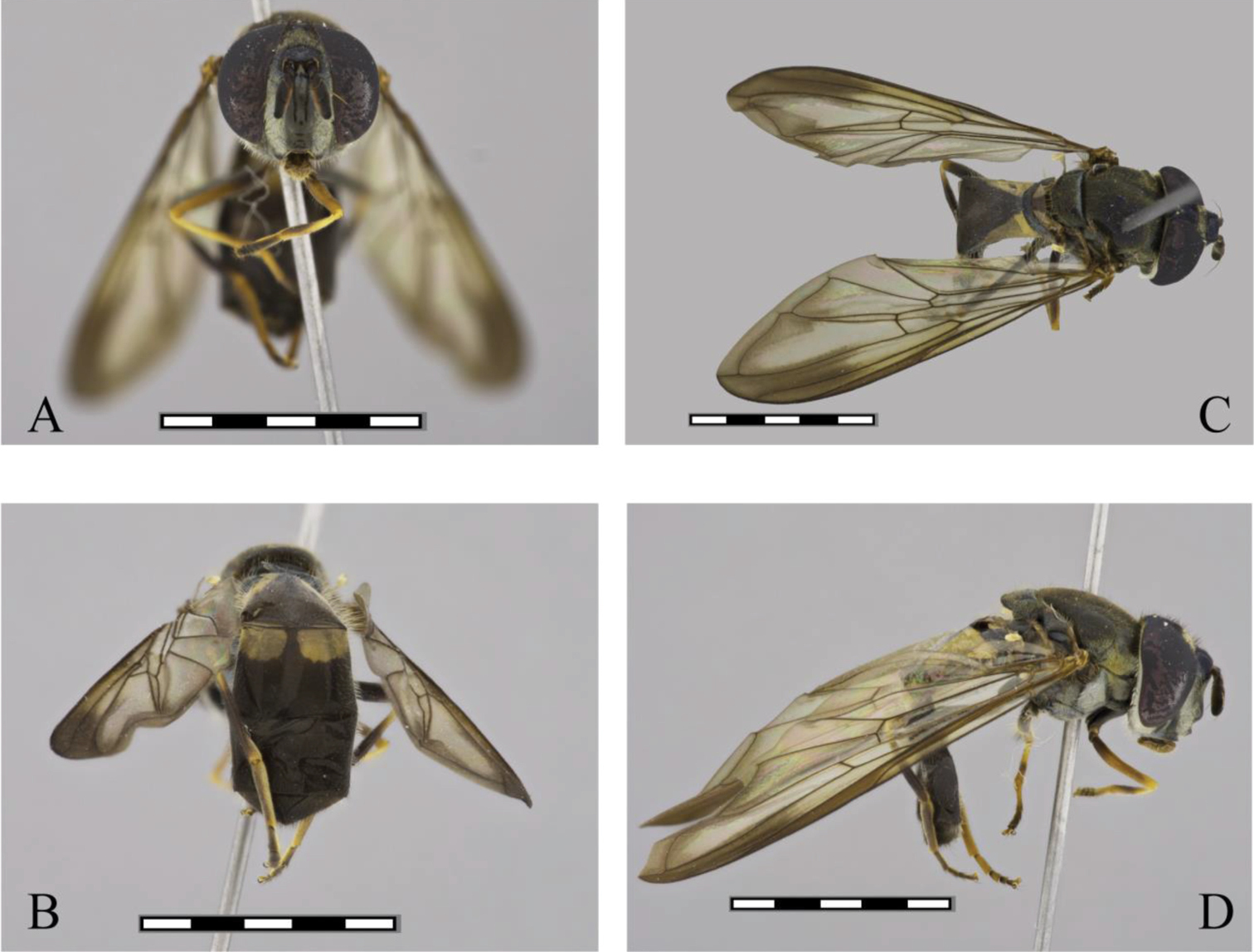
Argentinomyia choachi
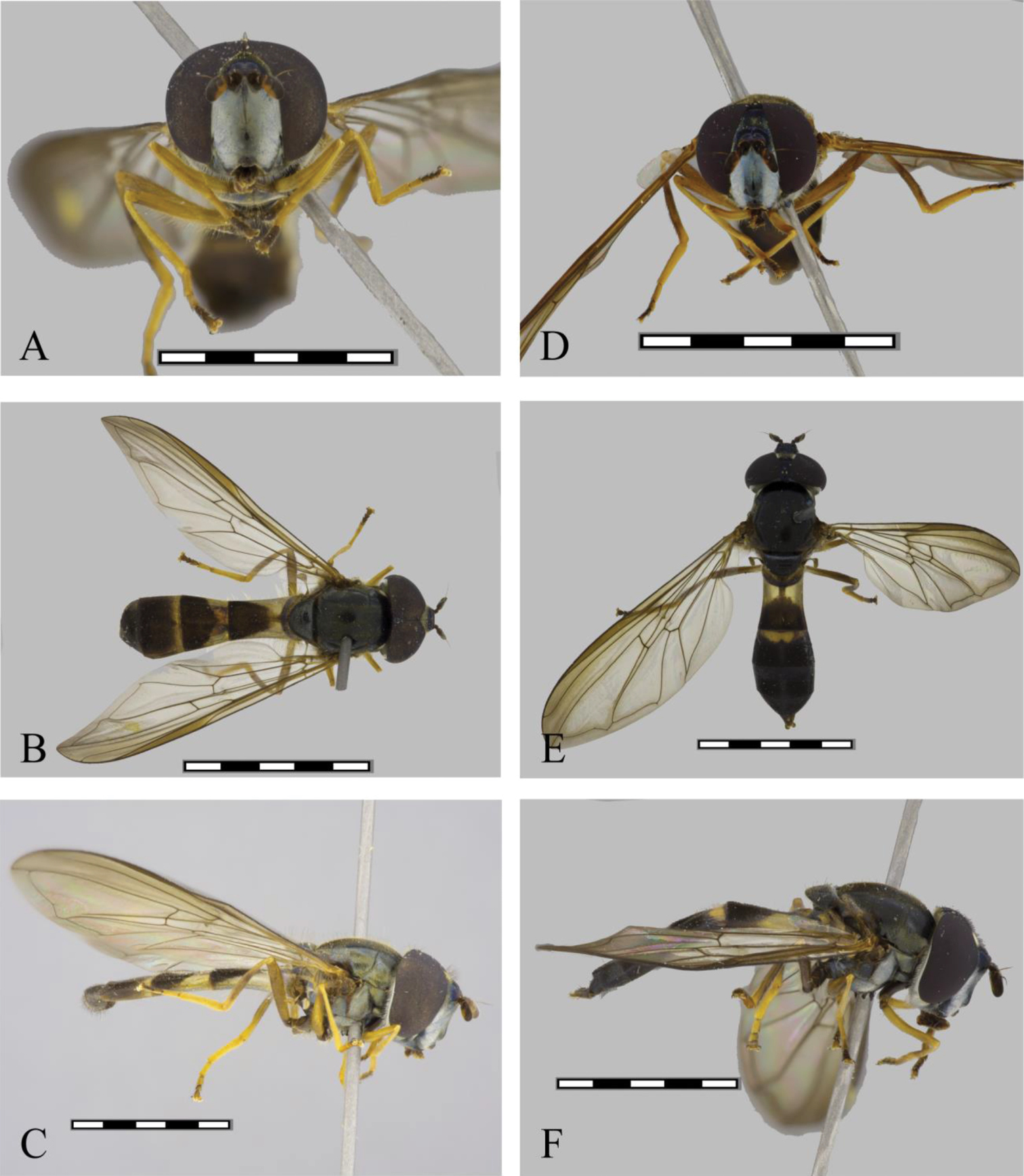
Argentinomyia huitepecensis

## Классификация
Известно около 50 видов.
- A. agonis (Walker, 1849)
- A. altissima (Fluke, 1945)
- A. aurifacies Thompson et Montoya, 2023
- A. belmira Thompson et Montoya, 2023
- A. berthae (Lima, 1946)
- A. bolivariensis (Fluke, 1945)
- A. browni Fluke, 1945
- A. catabomba (Williston, 1891)
- A. columbiana (Enderlein, 1938)
- A. crenulata (Williston, 1891)
- A. currani (Fluke, 1937)
- A. fastigata Fluke, 1945[3]
- A. festiva (Fluke, 1945)
- A. funerea (Hull, 1949)
- A. grandis Lynch Arribalzaga, 1892
- A. humboldti Thompson et Montoya, 2023
- A. ivani Thompson et Montoya, 2023
- A. jalcaensis Thompson et Montoya, 2023
- A. jamaicensis Thompson et Montoya, 2023
- A. lanei Fluke, 1936[3]
- A. lineata (Fluke, 1937)
- A. longicornis Walker, 1837[3]
- A. luculenta (Fluke, 1945)
- A. maculata (Walker, 1852)
- A. melanocera (Williston, 1891)
- A. neotropica (Curran, 1937)
- A. nigrans (Fluke, 1945)
- A. norrbomi Thompson et Montoya, 2023
- A. occidentalis Thompson et Montoya, 2023
- A. octomaculata (Enderlein, 1938)
- A. opaca (Fluke, 1945)
- A. peruviana (Shannon, 1927)
- A. plaumanni Thompson et Montoya, 2023
- A. pollinosa Hull, 1947[3]
- A. praeusta (Loew, 1866)
- A. rex (Fluke, 1945)
- A. rugosonasa (Williston, 1891)
- A. sagoti Thompson et Montoya, 2023
- A. scitula (Williston, 1888)
- A. serendipia Thompson et Montoya, 2023
- A. spinifemorata Thompson et Montoya, 2023
- A. taina Thompson et Montoya, 2023
- A. teresae Thompson et Montoya, 2023
- A. testaceipes Lynch Arribalzaga, 1891
- A. thiemei (Enderlein, 1938)
- A. transversalis Thompson et Montoya, 2023
- A. tropica (Curran, 1937)
- A. tropandeana Thompson et Montoya, 2023

## Распространение и экология
Неотропика. Встречаются от облачных лесов на севере Центральной Америки до низких и средних высот в Карибском бассейне и на Галапагосских островах. Род Argentinomyia также встречается в холодных андских лесах и экосистемах парамо в тропических Андах, а также в низменностях на юго-востоке Южной Америки. Взрослые особи Argentinomyia — обычные посетители цветов в нетронутых экосистемах, в то время как неполовозрелые стадии неизвестны.